# Siphona kuscheli
Siphona kuscheli là một loài ruồi trong họ Tachinidae.